# Voyage du jeune Anacharsis en Grèce

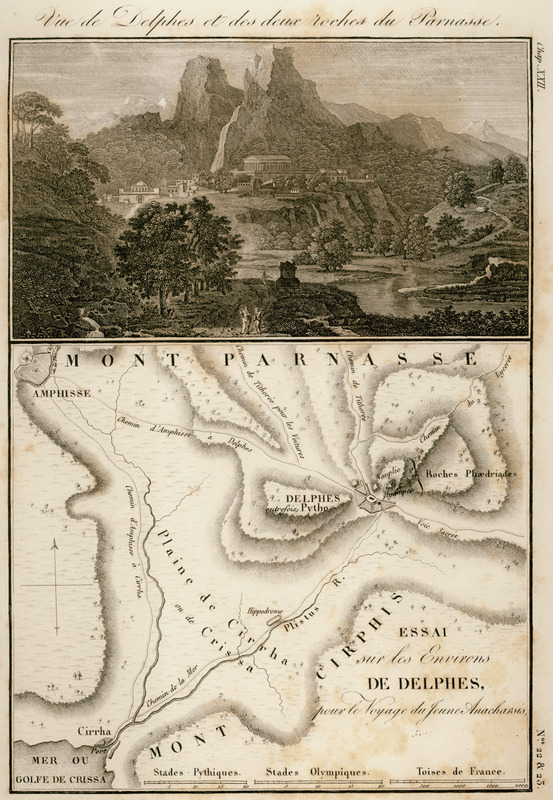
Vue de Delphes et des deux roches du Parnasse-Essai sur les environs de Delphes, pour le Voyage du jeune Anacharsis par Jean-Jacques Barthélemy, 1832.

Le Voyage du jeune Anacharsis en Grèce, dans le milieu du quatrième siècle avant l'ère vulgaire est un récit de voyage de fiction de Jean-Jacques Barthélemy qui eut un succès considérable, dès sa publication en 1788 (publié en deux volumes : tome 1  & tome 2 ).
Il fait référence au sage scythe Anacharsis.